# Turbina Jonval

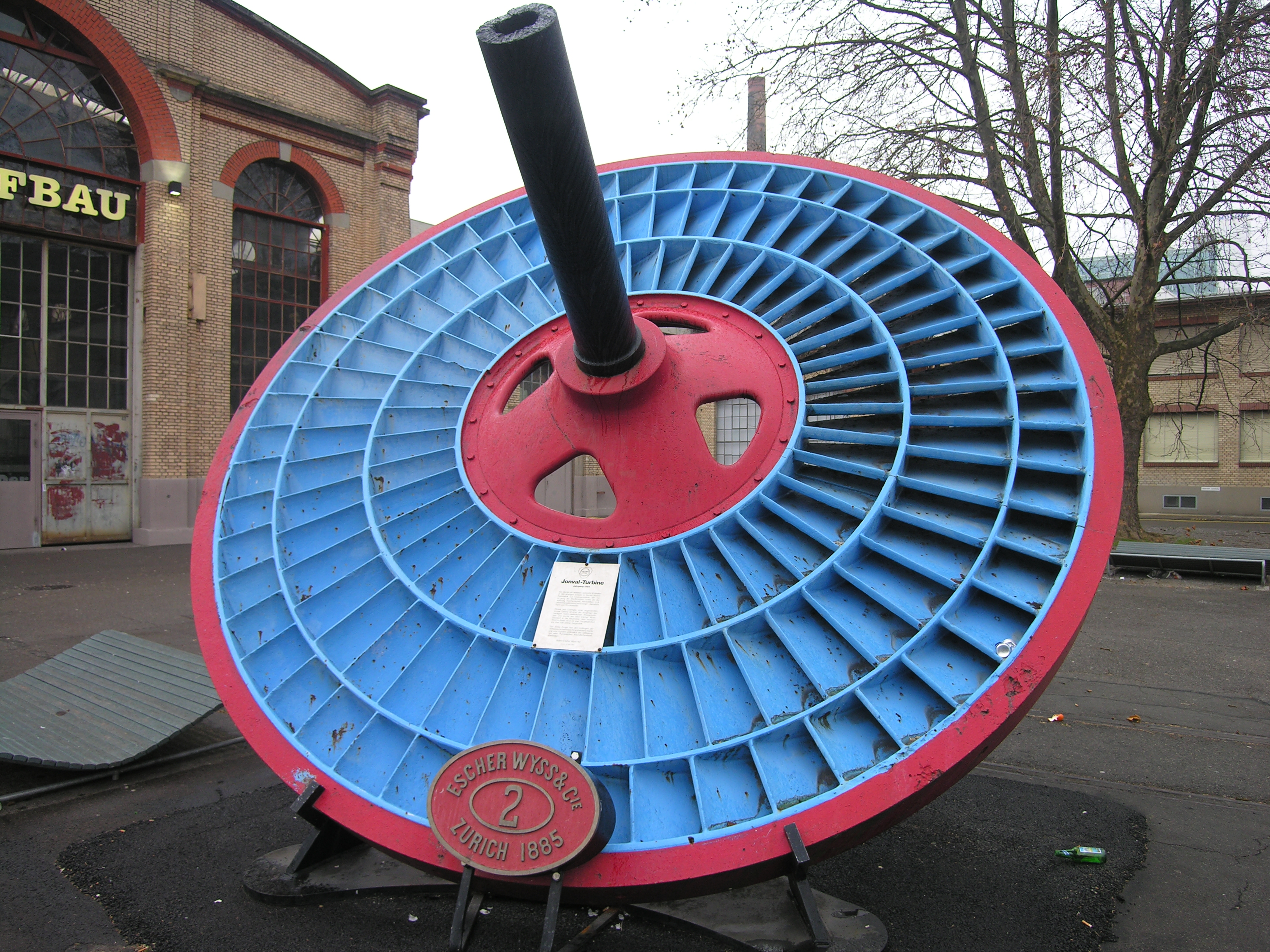
Rotor de una turbina Jonval, construida en 1885. Se mantuvo en servicio durante unos 100 años en una estación de bombeo en Ginebra, donde se producía energía en forma de agua a presión para la industria local. La sobrepresión de la red se liberaba a través del mundialmente famoso "Jet d'Eau", fuente emblemática de la ciudad. En total, 17 de estas turbinas operaban en la estación de bombeo.

La turbina Jonval, inventada en Francia en 1843, es un tipo de turbina hidráulica en la que el agua desciende a través de ranuras curvas fijas que dirigen el flujo a un rotor de álabes curvados e inclinados. Debe su nombre a su inventor, Feu Jonval. Esta turbina incorporó ideas de ingenieros y matemáticos europeos, incluyendo el uso de álabes curvados. Curiosamente, tenía el "inconveniente" de que no permitía ver el rotor en movimiento, un problema relativo en aquella época.

## Historia
La turbina Jonval toma su nombre de su inventor, titular de la primera patente presentada en 1841.
También se conoce como turbina Henschel-Jonval, ya que Clemens Henschel instaló turbinas de su propio diseño ya en 1839, pero sin presentar una patente. Sin embargo, no hay controversia conocida sobre su paternidad: ambas fueron el resultado inevitable del desarrollo de una configuración previamente bosquejada por otros, como el modelo de Benoît Fourneyron, registrado en 1832.
La turbina Jonval también se conoce con el nombre de turbina Henschel-Jonval-Koechlin o también como turbina Jonval-Koechlin, por André Koechlin, el industrial de Mulhouse que compró la patente en 1843 y que incorporó al mecanismo diversas mejoras.
N.F. Burnham, un fabricante de turbinas americano, patentó numerosos mejoras en la segunda mitad de siglo XIX. Sus turbinas lograron una mayor eficacia que el modelo de Jonval, especialmente con carga parcial, reduciendo además los problemas de mantenimiento.

## Características
Este tipo de turbina es eficaz a plena carga, pero con cargas parciales rinde menos que una turbina Francis. La orientación habitual de la rueda era horizontal y los primeros modelos eran también conocidos como "ruedas de agua horizontales", aunque algunas fuentes mencionan turbinas de este tipo instaladas tanto vertical como horizontalmente.